# Asiatische Krötenfrösche

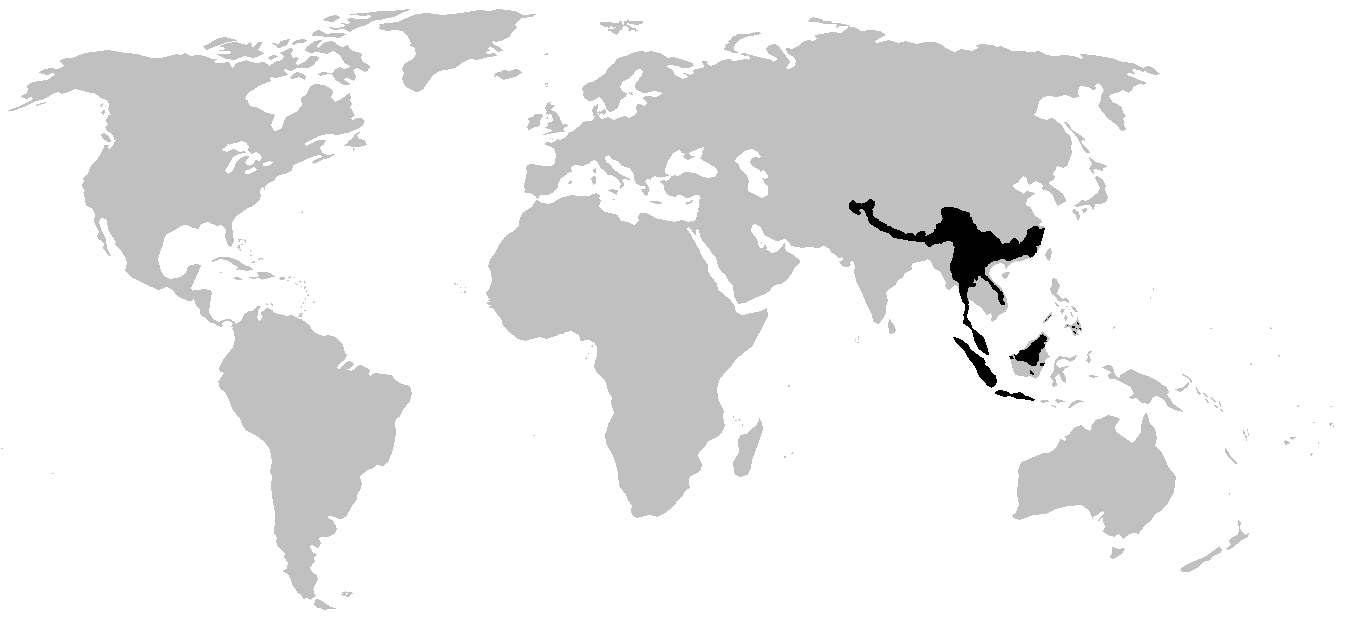
Verbreitungsgebiet der Asiatischen Krötenfrösche

Die Asiatischen Krötenfrösche (Megophryidae) sind eine Familie innerhalb der Froschlurche. Mit 346 Arten (Stand: 2025) bilden sie die bei weitem formenreichste Gruppe der Krötenfrösche (Pelobatoidea), zu denen noch die Europäischen Schaufelfußkröten mit Arten wie Knoblauchkröte und Messerfuß gehören.

## Merkmale
Wie für alle Krötenfrösche typisch, besitzen die Arten der Familie Megophryidae senkrecht schlitzförmige Pupillen. Ihre Gestalt ist weniger plump und warzig als die der Kröten, aber sie sind nicht so agil und sprunggewaltig wie die Echten Frösche. Ebenso ist es ein charakteristisches Merkmal der Mesobatrachia (und der Archaeobatrachia), dass die Männchen bei der Paarung das Weibchen in der Lendengegend klammern – man spricht von inguinalem Amplexus. Dagegen erfolgt der Amplexus bei der mit Abstand größten Froschlurch-Unterordnung Neobatrachia hinter den Vorderbeinen des Weibchens. Die Männchen mancher Arten, so des Asiatischen Schild-Krötenfrosches (Oreolalax schmidti), bilden zur Laichzeit zwei Gruppen spitzer Hornhöcker an der Brust aus. Damit wird die Kloake des Weibchens berührt und so die Abgabe des Laiches stimuliert. Im Knochenbau unterscheiden sich die Asiatischen Krötenfrösche von den anderen Krötenfrosch-Familien durch freie Zwischenwirbelscheiben. Die Weibchen von Pelobatrachus nasutus gehören mit bis zu 16 Zentimetern Körperlänge zu den größten Vertretern der Familie.

## Vorkommen
Die Familie Megophryidae ist in Asien verbreitet, etwa von Pakistan über Indien und Bhutan bis in die westliche Volksrepublik China, den Malaiischen Archipel und die Philippinen.

## Taxonomie
Die Familie der Asiatischen Krötenfrösche umfasst 328 Arten in 14 Gattungen.
Sie ist in zwei Unterfamilien geteilt:

### Unterfamilie Leptobrachiinae Dubois, 1980
Die Unterfamilie Leptobrachiinae umfasst 4 Gattungen mit insgesamt 198 Arten:
Stand: 20. Januar 2025
- Gattung Leptobrachella Smith, 1925 (108 Arten)
  - Leptobrachella isos (Rowley, Stuart, Neang, Hoang, Dau, Nguyen & Emmett, 2015)
- Gattung Leptobrachium Tschudi, 1838 Schlankarmfrösche (38 Arten)
- Gattung Oreolalax Myers & Leviton, 1962 (21 Arten)
  - Oreolalax adelphos Nguyen, Tapley, Kane, Tran, Cui & Rowley, 2024[2]
  - Oreolalax chuanbeiensis Tian, 1983
  - Oreolalax granulosus Fei, Ye & Chen, 1990
  - Oreolalax jingdongensis Ma, Yang & Li, 1983
  - Oreolalax liangbeiensis Liu & Fei, 1979
  - Oreolalax lichuanensis Hu & Fei, 1979
  - Oreolalax longmenmontis Hou, Shi, Hu, Deng, Jiang, Xie & Wang, 2020
  - Oreolalax major (Liu and Hu, 1960)
  - Oreolalax multipunctatus Wu, Zhao, Inger & Shaffer, 1993
  - Oreolalax nanjiangensis Fei & Ye, 1999
  - Oreolalax omeimontis (Liu & Hu, 1960)
  - Oreolalax pingii (Liu, 1943)
  - Oreolalax popei (Liu, 1947)
  - Oreolalax puxiongensis Liu & Fei, 1979
  - Oreolalax rhodostigmatus Hu & Fei, 1979
  - Oreolalax rugosus (Liu, 1943)
  - Oreolalax schmidti (Liu, 1947)
  - Oreolalax sterlingae Nguyen, Phung, Le, Ziegler & Böhme, 2013
  - Oreolalax weigoldi (Vogt, 1924)
  - Oreolalax xiangchengensis Fei & Huang, 1983
  - Oreolalax yanyuanensis Hou, Zheng, Yu, Wang, Chen & Xie, 2024[3]
- Gattung Scutiger Theobald, 1868 (31 Arten)
  - Scutiger adungensis Dubois, 1979
  - Scutiger bangdaensis Rao, Hui, Ma & Zhu, 2022 "2020"[4]
  - Scutiger bhutanensis Delorme & Dubois, 2001
  - Scutiger biluoensis Rao, Hui, Ma & Zhu, 2022 "2020"[4]
  - Scutiger boulengeri (Bedriaga, 1898)
  - Scutiger brevipes (Liu, 1950)
  - Scutiger chintingensis Liu & Hu, 1960
  - Scutiger feiliangi Zhou, Guan & Shi, 2023[5]
  - Scutiger ghunsa Khatiwada, Shu, Subedi, Wang, Ohler, Cannatella, Xie & Jiang, 2019
  - Scutiger glandulatus (Liu, 1950)
  - Scutiger gongshanensis Yang & Su, 1979
  - Scutiger jiulongensis Fei, Ye & Jiang, 1995
  - Scutiger kanjiroba Hofmann, Jablonski & Schmidt, 2024[6]
  - Scutiger liupanensis Huang, 1985
  - Scutiger luozhaensis Shi, Sui, Ma, Ji, Bu-Dian & Jiang, 2023
  - Scutiger maculatus (Liu, 1950)
  - Scutiger mammatus (Günther, 1896)
  - Scutiger meiliensis Rao, Hui, Zhu & Ma, 2022 "2020"[4]
  - Scutiger muliensis Fei & Ye, 1986
  - Scutiger nepalensis Dubois, 1974
  - Scutiger ningshanensis Fang, 1985
  - Scutiger nyingchiensis Fei, 1977
  - Scutiger occidentalis Dubois, 1978
  - Scutiger pingwuensis Liu & Tian, 1978
  - Scutiger sikimmensis (Blyth, 1855)
  - Scutiger spinosus Jiang, Wang, Li & Che, 2016
  - Scutiger tengchongensis Yang & Huang, 2019
  - Scutiger tuberculatus Liu & Fei, 1979
  - Scutiger wanglangensis Ye & Fei, 2007
  - Scutiger wolong Lyu, Gao, Huang, Wu, Jiang, Jiang & Li, 2025 "2024"
  - Scutiger wuguanfui Jiang, Rao, Yuan, Wang, Li, Hou, Che & Che, 2012

Die Gattung Vibrissaphora Liu, 1945 wurde 2008 zu Leptobrachium gestellt. 2018 wurde die Gattung Leptolalax Dubois, 1980, mit Leptobrachella synonymisiert.

### Unterfamilie Megophryinae Bonaparte, 1850
Die Unterfamilie Megophryinae umfasst derzeit 10 Gattungen. Diese Einteilung war in der Vergangenheit für einige Zeit aufgegeben worden, um alle bekannten Arten in der Gattung Megophrys Kuhl & Hasselt, 1822 (106 Arten) zu vereinen. In einigen Systematiken ist sie jedoch beibehalten worden, in anderen wurden die ehemaligen Gattungen als Untergattungen von Megophrys geführt. Die Gattungen Atympanophrys und Xenophrys Günther, 1864 wurden 2006 in die Gattung Megophrys eingegliedert, aber ab 2016 wieder als eigenständige Taxa geführt. 2017 wurden die beiden Taxa zumindest im Rang einer Untergattung von Megophrys anerkannt, ebenso Ophryophryne Boulenger, 1903, Brachytarsophrys Tian & Hu, 1983 und Pelobatrachus. Die Gattung Borneophrys Delorme, Dubois, Grosjean & Ohler, 2006 wurde 2016 in die Gattung Megophrys eingegliedert.
Im Jahr 2021 präsentierten Dubois, Ohler und Pyron die Unterfamilie mit sieben Gattungen. Zu den fünf bis dahin bekannten Gattungen kamen Boulenophrys, zuvor meist als Synonym zu Megophrys angesehen und von Lyu et al. wiedererrichtet, sowie die neu beschriebene Gattung Grillitschia mit zwei Arten, die zuvor in der Gattung Xenophrys zu finden waren.
Nach einer Revision im Jahr 2023 wurden von Lyu und Wang zwei neue Gattungen, Jingophrys mit Arten aus Xenophrys und Sarawakiphrys mit einer Art, die früher incertae sedis in Megophrys gewesen war, in die Unterfamilie Megophryine eingefügt.
Es sind 145 Arten in 10 Gattungen in der Unterfamilie anerkannt:
Stand: 30. Juli 2025
- Atympanophrys (4 Arten)
  - Atympanophrys gigantica (Liu, Hu & Yang, 1960)
  - Atympanophrys nankiangensis (Liu & Hu, 1966)
  - Atympanophrys shapingensis (Liu, 1950)
  - Atympanophrys wawuensis (Fei, Jiang & Zheng, 2001)
- Boulenophrys Synonym: Panophrys (74 Arten)
- Brachytarsophrys (9 Arten)
  - Brachytarsophrys carinense (Boulenger, 1889)
  - Brachytarsophrys chuannanensis Fei, Ye & Huang, 2001
  - Brachytarsophrys feae (Boulenger, 1887)
  - Brachytarsophrys intermedia (Smith, 1921)
  - Brachytarsophrys orientalis Li, Lyu, Wang & Wang, 2020
  - Brachytarsophrys platyparietus Rao & Yang, 1997
  - Brachytarsophrys popeii Zhao, Yang, Chen, Chen & Wang, 2014
  - Brachytarsophrys qiannanensis Li, Liu, Yang, Wei & Su, 2022[10]
  - Brachytarsophrys wenshanensis Hem Huang, Li, Chen & Yuan, 2024[11]
- Grillitschia Dubois, Ohler & Pyron, 2021 (2 Arten)
  - Grillitschia aceras (Boulenger, 1903)
  - Grillitschia longipes (Boulenger, 1886)
- Jingophrys Lyu & Wang, 2023 (5 Arten)
  - Jingophrys feii (Yang, Wang & Wang, 2018), früher incertae sedis in Megophrys
  - Jingophrys pachyproctus (Huang, 1981)
  - Jingophrys vegrandis (Mahony, Teeling, Biju, 2013)
  - Jingophrys yeae (Shi, Zhang, Xie, Jiang, Liu, Ding, Luan & Wang, 2020)
  - Jingophrys zhoui (Shi, Zhang, Xie, Jiang, Liu, Ding, Luan & Wang, 2020)
- Megophrys (5 Arten)
  - Megophrys acehensis Munir, Nishikawa, Hamidy & Smith, 2021[12]
  - Megophrys lancip Munir, Hamidy, Farajallah & Smith, 2018
  - Megophrys montana Kuhl & Van Hasselt, 1822
  - Megophrys parallela Inger & Iskandar, 2005
  - Megophrys selatanensis Munir, Nishikawa, Hamidy & Smith, 2021[12]
- Ophryophryne (7 Arten)
  - Ophryophryne elfina (Poyarkov, Duong, Orlov, Gogoleva, Vassilieva, Nguyen, Nguyen, Nguyen, Che & Mahony, 2017)
  - Ophryophryne gerti (Ohler, 2003)
  - Ophryophryne hansi (Ohler, 2003)
  - Ophryophryne microstoma Boulenger, 1903
  - Ophryophryne pachyproctus Kou, 1985
  - Ophryophryne poilani Bourret, 1937
  - Ophryophryne synoria Stuart, Sok Neang, 2006
- Pelobatrachus (7 Arten)
  - Pelobatrachus baluensis (Boulenger, 1899)
  - Pelobatrachus edwardinae (Inger, 1989)
  - Pelobatrachus kalimantanensis (Munir, Hamidy, Matsui, Iskandar, Sidik & Shimada, 2019)
  - Pelobatrachus kobayashii (Malkmus & Matsui, 1997)
  - Pelobatrachus ligayae (Taylor, 1920)
  - Pelobatrachus nasutus (Schlegel, 1858) – Zipfelkrötenfrosch
  - Pelobatrachus stejnegeri (Taylor, 1920)
- Sarawakiphrys Lyu & Wang, 2023 (1 Art)
  - Sarawakiphrys dringi (Inger, Stuebing & Tan, 1995), früher incertae sedis in Megophrys

- Xenophrys (31 Arten)
  - Xenophrys ancrae (Mahony, Teeling & Biju, 2013)
  - Xenophrys apatani Saikia, Sinha, Shabnam, Kharkongor & Dinesh, 2024[13]
  - Xenophrys auralensis (Ohler, Swan & Daltry, 2002)
  - Xenophrys awuh (Mahony, Kamei, Teeling & Biju, 2020)
  - Xenophrys damrei (Mahony, 2011)
  - Xenophrys dehongensis Lyu & Wang, 2023
  - Xenophrys dzukou (Mahony, Kamei, Teeling & Biju, 2020)
  - Xenophrys flavipunctata (Mahony, Kamei, Teeling & Biju, 2018)
  - Xenophrys glandulosa (Fei, Ye & Huang, 1990)
  - Xenophrys himalayana (Mahony, Kamei, Teeling & Biju, 2018)
  - Xenophrys lancangica Lyu, Wang & Wang, 2023
  - Xenophrys lekaguli (Stuart, Chuaynkern, Chan-ard, and Inger, 2006)
  - Xenophrys major (Boulenger, 1908)
  - Xenophrys mangshanensis (Fei and Ye, 1990)
  - Xenophrys maosonensis (Bourret, 1937)
  - Xenophrys medogensis (Fei, Ye & Huang, 1983)
  - Xenophrys megacephala (Mahony, Sengupta, Kamei, and Biju, 2011)
  - Xenophrys monticola Günther, 1864
  - Xenophrys numhbumaeng (Mahony, Kamei, Teeling & Biju, 2020)
  - Xenophrys oreocrypta (Mahony, Kamei, Teeling & Biju, 2018)
  - Xenophrys oropedion (Mahony, Teeling & Biju, 2013)
  - Xenophrys pangdaensis Shu, Li, Wu, Liu, He, Li, Zhang & Guo, 2023
  - Xenophrys parva (Boulenger, 1893)
  - Xenophrys periosa (Mahony, Kamei, Teeling & Biju, 2018)
  - Xenophrys robusta (Boulenger, 1908)
  - Xenophrys serchhipii Mathew & Sen, 2007
  - Xenophrys takensis (Mahony, 2011)
  - Xenophrys truongsonensis Luong, Hoang, Pham, Nguyen, Orlov, Ziegler & Nguyen, 2022[14]
  - Xenophrys yingjiangensis Wu, Yu, Chen & Che, 2024[15]
  - Xenophrys zhangi (Ye & Fei, 1992)
  - Xenophrys zunhebotoensis Mathew & Sen, 2007

- Xenophrys parva (Boulenger, 1893) wurde 2021 als Boulenophrys parva zur Gattung Boulenophrys gestellt
- Xenophrys aceras (Boulenger, 1903)
- Xenophrys longipes (Boulenger, 1886)